# Iwan Semjonowitsch Mjasnikow
Iwan Semjonowitsch Mjasnikow (russisch Иван Семёнович Мясников; * um 1710 in Simbirsk; † 8. Septemberjul. / 19. September 1780greg. ebenda) war ein russischer Unternehmer.

## Leben
Mjasnikow baute zusammen mit seinem Schwager Jakow Borissowitsch Twerdyschew und dessen Bruder Iwan Borissowitsch Twerdyschew die Kupfer- und Eisenindustrie im Südural auf. Sie gründeten nach Genehmigung der Kanzlei des Gouvernements Orenburg die älteste Kupferhütte des Urals in Woskressenskoje bei Meleus, die im November 1745 unter der Leitung Mjasnikows ihren Betrieb aufnahm. Vorher hatte der Kommandeur der Orenburger Expedition Iwan Kirillowitsch Kirilow in der Nähe eine Festung angelegt und 1736 begonnen, auf Staatskosten eine Hütte aufzubauen. Doch war alles im Juni 1737 durch aufständische Baschkiren zerstört worden, so dass Kirilows Nachfolger Wassili Nikititsch Tatischtschew dieses Vorhaben beendete und den Weg für eine private Hüttengründung freimachte.
1750 wurde in Baschkirien die  Preobraschenski-Kupferhütte gegründet. Es folgten die Kupferhütten Bogojawlenski (1752), Archangelski (1753),  Blagoweschtschenski bzw. Mjasnikowski (1755) und Werchotorski (1757) sowie die Eisenhütten Kataw-Iwanowski (1759), Pokrowski (1759), Simski (1761), Jurjusan-Iwanowski (1762), Ust-Katawski (1764) und Belorezki (1767) bei Werchneuralsk. Diese Hütten lieferten etwa 23 % des Kupfers und 13 % des Eisens in Russland.
Die Eisenhütten und -gießereien wurden von Mjasnikow direkt verwaltet. Er war Besitzer von insgesamt 15 Hütten. Außerdem besaß er Walkstofffabriken und Mühlen in der Statthalterei Simbirsk. Ihm gehörte das einzige Steinhaus in Simbirsk, abgesehen von der Kathedrale, so dass Katharina II. auf ihrer Reise an die Wolga 1767 bei ihm sich aufhalten musste. Alexander Puschkin erwähnte Mjasnikow in seinen Unterlagen für seine Geschichte Pugatschows. Peter Simon Pallas beschrieb Mjasnikows Hütten im Einzelnen.
Mjasnikow war verheiratet mit Tatjana Borissowna Twerdyschewa. Mit ihr bekam er vier Töchter, denen er zu gleichen Teilen sein Vermögen vermachte. Seine jüngste Tochter Jekaterina heiratete den Schriftsteller Grigori Wassiljewitsch Kosizki. Zu Mjasnikows Nachkommen gehörten die Salonnière Agrafena Fjodorowna Sakrewskaja, der Moskauer Exzentriker Nikolai Alexejewitsch Durassow, der Verleger Platon Petrowitsch Beketow, die Dichterin Jewdokija Petrowna Rostoptschina, der Historiker Pjotr Wladimirowitsch Dolgorukow, der Generalmajor Wassili Alexandrowitsch Paschkow, die  Salonnière Alexandra Grigorjewna Laval, die Dekabristen-Gattin Jekaterina Iwanowna Trubezkaja, die Staatsdame Anna Grigorjewna Belosselskaja-Beloserskaja und General Esper Alexandrowitsch Beloselski-Beloserski.